# Landbeach
Landbeach is een klein Engels civil parish dat ongeveer acht kilometer ten noorden van Cambridge ligt. Het dorp ligt aan de rand van de The Fens, een groot veengebied. De oppervlakte van deze civil parish bedraagt 9 km².
Landbeach heeft twee kerken, een Anglicaanse en een Baptisten kerk, een dorpshuis en een Indiaas restaurant. Het dichtstbijzijnde spoorstation staat in Waterbeach aan de Fen Line. Het dorp ligt vlak bij de snelweg A10, die Londen met King's Lynn verbindt.
Landbeach kent drie archeologische vindplaatsen, resten van middeleeuwse landhuizen, die samen een zogenaamd "Scheduled monument" vormen. Een voormalige Romeinse weg, de Mere Way, die eens Ely met Londen verbond, loopt van noord naar zuid door het dorp.
In het dorp werd in 1576 Henry Clifford, de stamvader van het Hollandse geslacht Clifford, geboren.
|  |

## Dichtbijgelegen dorpen
- Chittering
- Waterbeach
- Milton
- Cottenham